# Device fingerprint
Een device fingerprint (Letterlijk vertaald: apparaatvingerafdruk of machinevingerafdruk) is informatie die wordt verzameld over de software en hardware van een computerapparaat met het oog op identificatie. De informatie wordt gewoonlijk geassimileerd tot een korte identificatiecode met behulp van een algoritme. Een browser-vingerafdruk is informatie die specifiek wordt verzameld door interactie met de webbrowser van het apparaat.
Apparaat-vingerafdrukken kunnen worden gebruikt om individuele apparaten geheel of gedeeltelijk te identificeren, zelfs wanneer cookies niet kunnen worden gelezen of opgeslagen in de browser, het IP-adres van de client is verborgen of men overschakelt naar een andere browser op hetzelfde apparaat. Dit maakt het mogelijk om heimelijk activiteit van gebruikers te volgen en verschillende browsing-sessies aan elkaar te koppelen. Hiermee kan ook inbreuk worden gemaakt op de privacy, als gebruikers bijvoorbeeld niet wensen om gevolgd te worden door bedrijven of overheden. Om dit tegen te gaan bestaat er gespecialiseerde software om device fingerprinting tot een minimum te beperken.